# Tano (fleuve)
Pour les articles homonymes, voir Tano.
Le fleuve Tano (ou Tanoé) est un cours d'eau du Ghana, qui a son embouchure dans l'océan Atlantique.

## Géographie
Le Tano coule sur 400 km de Techiman à Ehy, Tendo et enfin dans la lagune d'Aby où il s'écoule dans l'océan Atlantique. Le fleuve forme les derniers kilomètres de la frontière terrestre internationale entre le Ghana et la Côte d'Ivoire.
Les croyances indigènes locales soutiennent que Taakora, le plus grand des Dieux Akan sur Terre réside à la source du fleuve.
Les derniers individus de Colobe bai de Miss Waldron (Piliocolobus waldronae badius), un des primates les plus menacés au monde, vivraient dans la forêt entre le fleuve et la lagune Ehy. Mi-2008, ce domaine était destiné à l'exploitation forestière par Unilever, dans le but de le remplacer par des plantations de palmiers à huile.